# Montaulieu
Montaulieu ist ein Ort und eine französische Gemeinde mit 88 Einwohnern (Stand: 1. Januar 2022) im Département Drôme in der Region Auvergne-Rhône-Alpes (vor 2016 Rhône-Alpes). Sie gehört zum Arrondissement Nyons und zum Kanton Nyons et Baronnies.

## Lage
Montaulieu liegt etwa 53 Kilometer nordöstlich von Avignon an der Eygues, die die Gemeinde im Nordosten begrenzt. Umgeben wird Montaulieu von den Nachbargemeinden Les Pilles im Nordwesten und Norden, Curnier im Nordosten, Arpavon im Osten, Rochebrune im Südosten und Süden, Bénivay-Ollon im Süden und Südwesten sowie Châteauneuf-de-Bordette im Südwesten und Westen.

## Bevölkerungsentwicklung
| Jahr                       | 1962 | 1968 | 1975 | 1982 | 1990 | 1999 | 2006 | 2019 |
| -------------------------- | ---- | ---- | ---- | ---- | ---- | ---- | ---- | ---- |
| Einwohner                  | 50   | 41   | 49   | 69   | 51   | 64   | 74   | 85   |
| Quellen: Cassini und INSEE |      |      |      |      |      |      |      |      |

## Sehenswürdigkeiten
- Kirche Notre-Dame

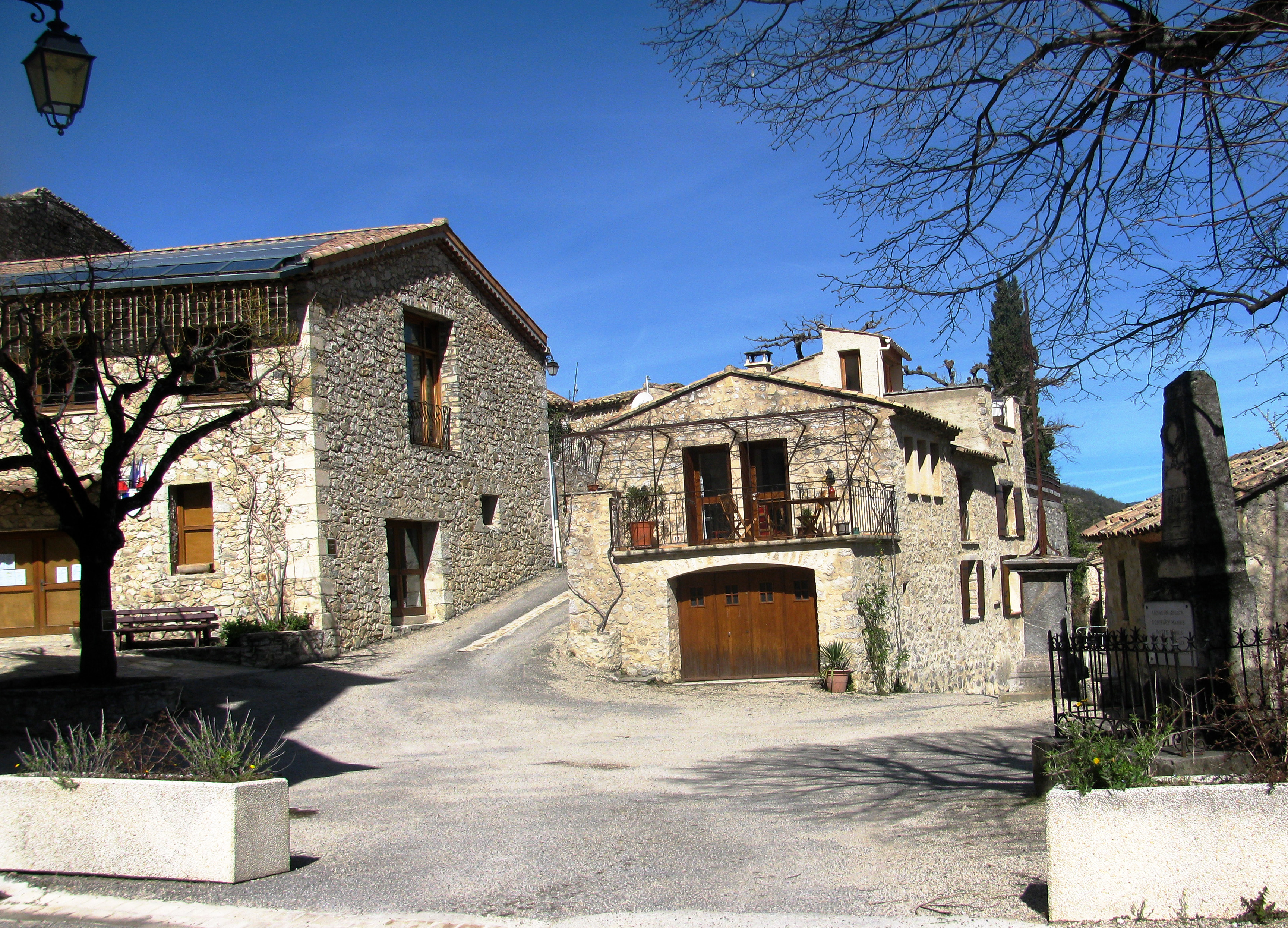
Ortseingang
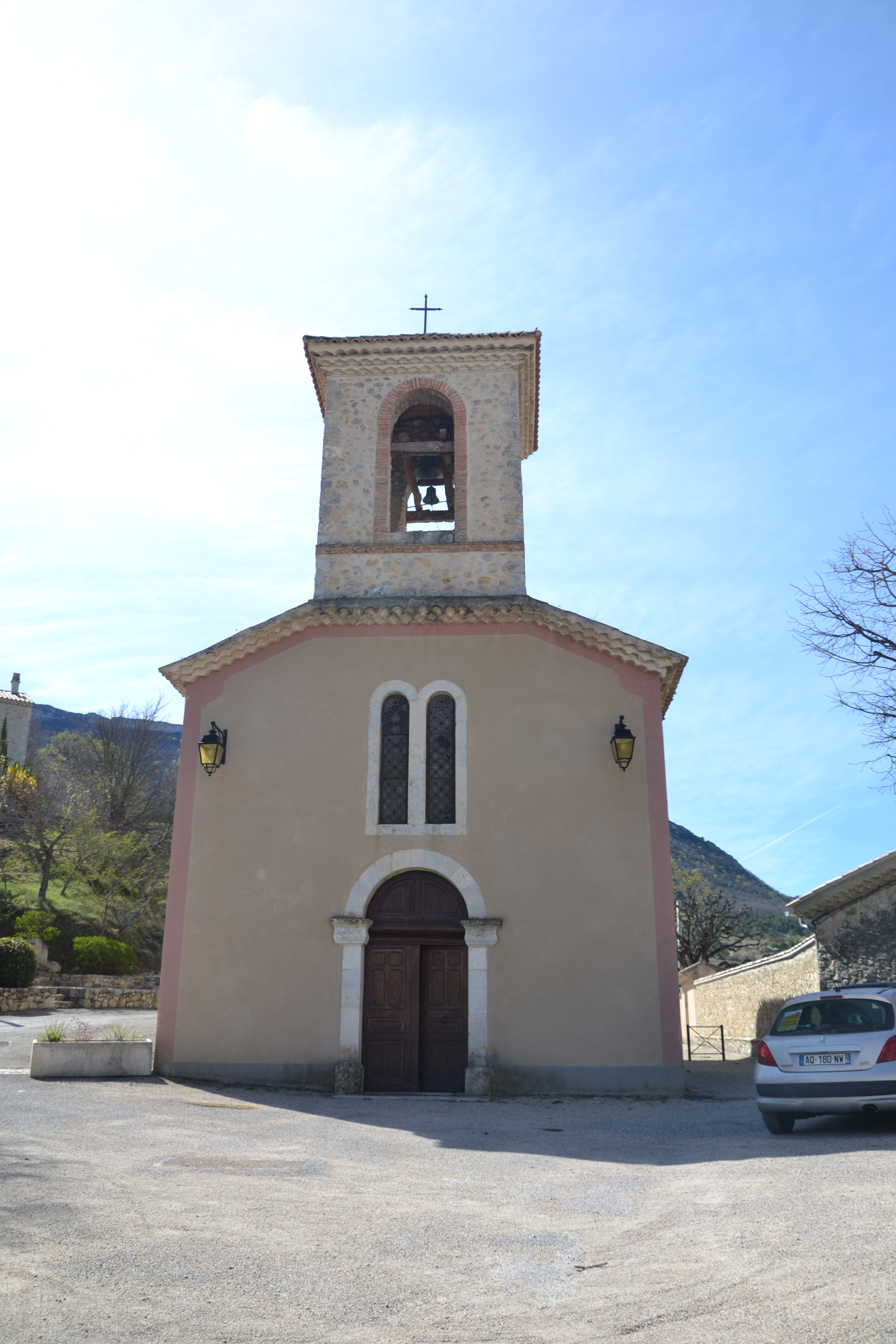
Kirche Notre-Dame
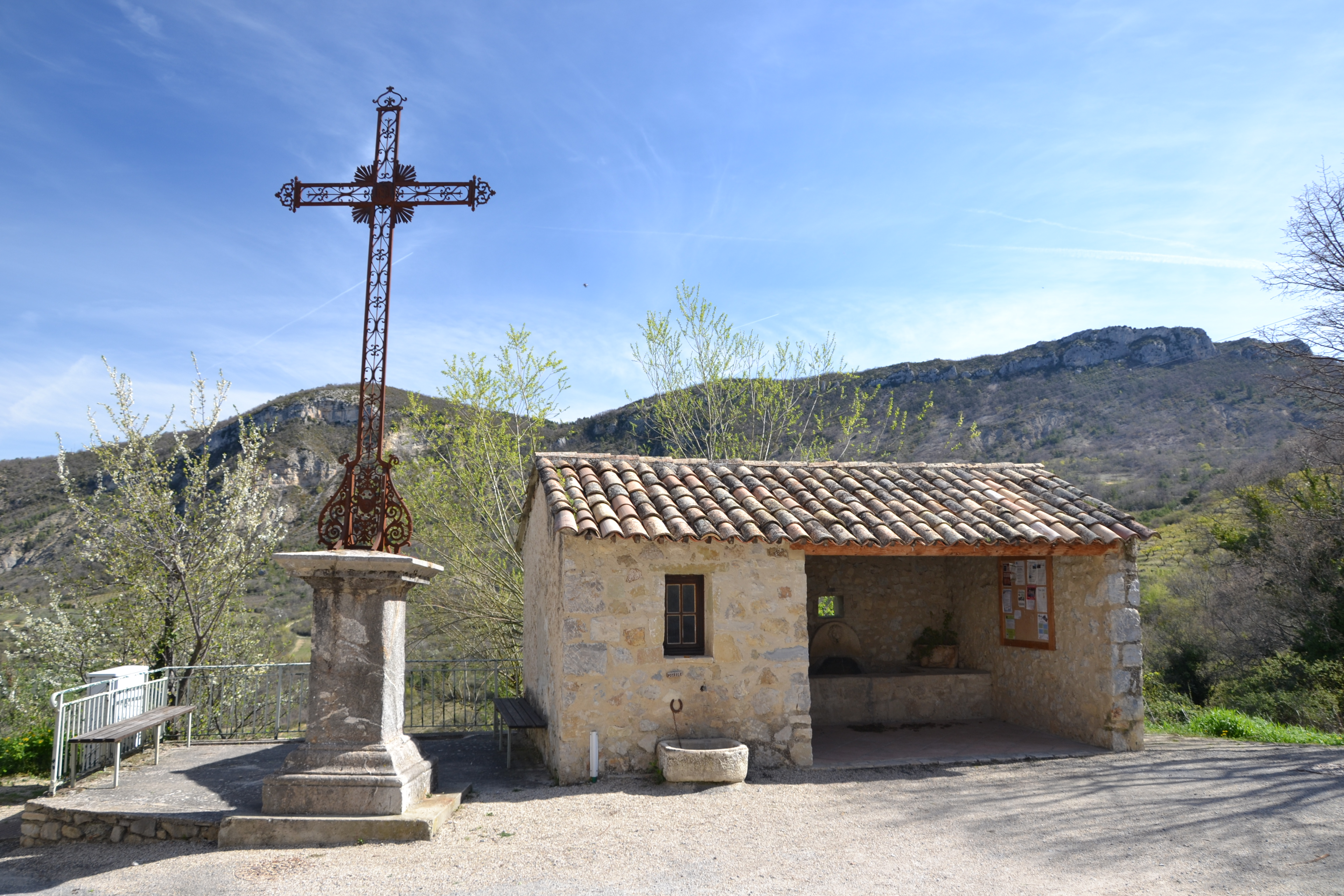
Ehemaliges Waschhaus